# Vidéaste
 (septembre 2024).
Si vous disposez d'ouvrages ou d'articles de référence ou si vous connaissez des sites web de qualité traitant du thème abordé ici, merci de compléter l'article en donnant les références utiles à sa vérifiabilité et en les liant à la section « Notes et références ».

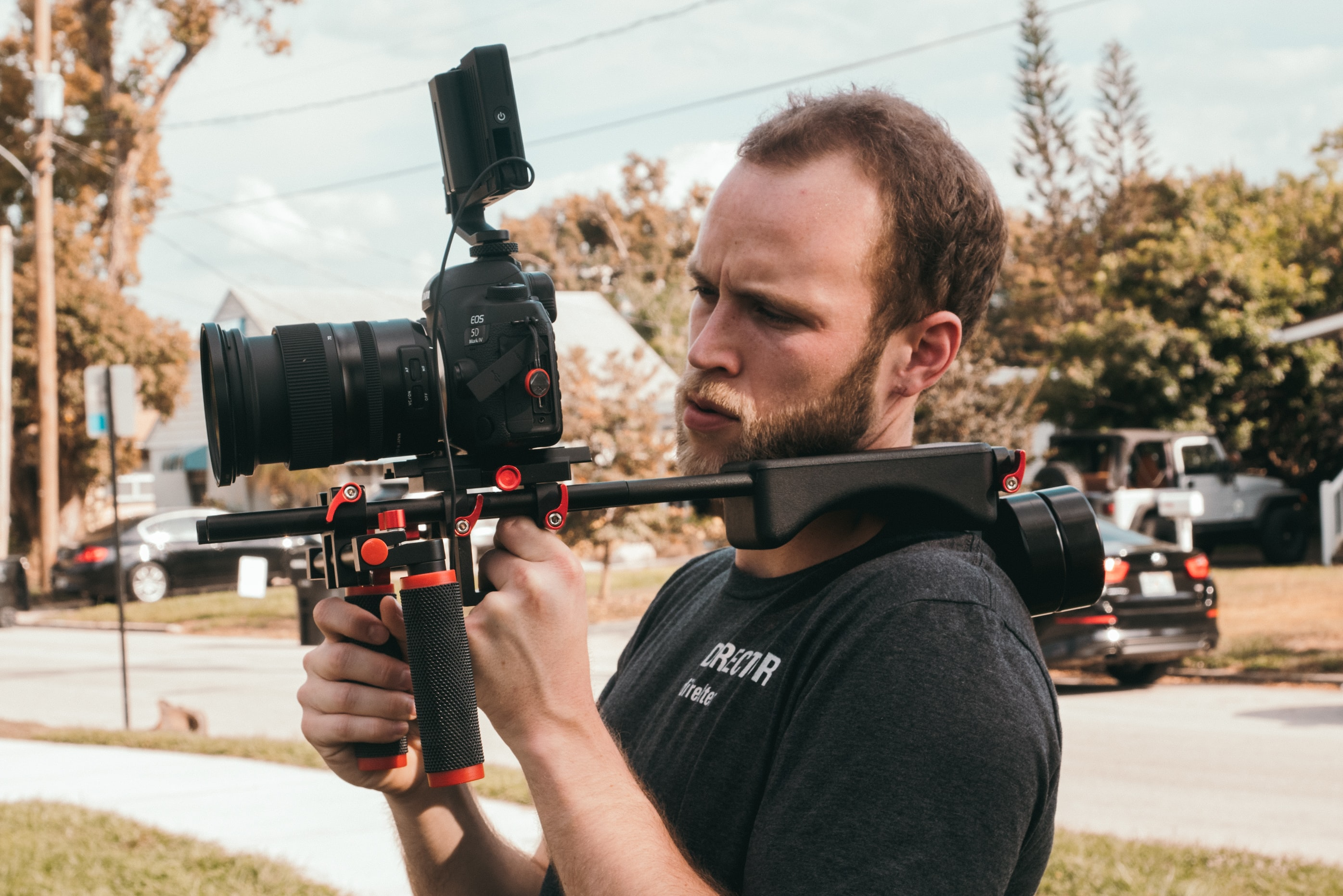
Vidéaste utilisant un appareil photographique reflex numérique.

Un vidéaste (mot-valise formé à partir des noms vidéo et cinéaste) est un réalisateur qui utilise une caméra vidéo.
Cette activité regroupe des pratiques très différentes, du cinéaste professionnel qui emploie les techniques de la vidéo « artistique » en passant par l'amateur qui cherche à doter ses vidéos d'une rigueur technique et esthétique.

## Sur Internet
Depuis le milieu des années 2000, l'activité de vidéaste s'est étendue à la toile, où des internautes publient des vidéos via des sites de partage de vidéos comme YouTube ou Dailymotion. Certains vidéastes au départ amateurs ont fait de leurs passions leur métier.

## Référence
1. ↑  « Définition de Vidéaste du dictionnaire Larousse » , sur Larousse.fr (consulté le 28 septembre 2024)